# Krasnasielski
Krasnasielski o Krasnoselski (bielorruso: Краснасе́льскі; ruso: Красносе́льский; polaco: Krasne Sioło o Krasnosielce) es un asentamiento de tipo urbano de Bielorrusia perteneciente al raión de Vawkavysk en la provincia de Grodno. La localidad es la capital del vecino consejo rural homónimo sin formar parte del mismo.
En 2017, la localidad tenía una población de 6683 habitantes.
Se conoce la existencia de la localidad desde 1569, cuando se menciona como una localidad rural del Gran Ducado de Lituania. Perteneció a varias casas nobles polaco-lituanas como los Chodkiewicz, Hlebowicz, Sapieha y Potocki, hasta que en la partición de 1795 se incorporó al Imperio ruso. En 1921 pasó a pertenecer a la Segunda República Polaca, hasta que en 1939 se integró en la RSS de Bielorrusia. Adoptó estatus de asentamiento de tipo urbano en 1968.
Se ubica unos 10 km al norte de la capital distrital Vawkavysk, junto a la carretera P44 que lleva a la capital provincial Grodno. Forma una conurbación con el vecino asentamiento de tipo urbano de Ros.